# 1. Amateurliga Südwest 1957/58
Die 1. Fußball-Amateurliga Südwest 1957/58 war die 6. Saison der drittklassigen 1. Amateurliga im regionalen Männerfußball des südlichen Teils des Landes Rheinland-Pfalz und ein Vorgänger der Fußball-Verbandsliga Südwest. Die 1. Amateurliga Südwest wurde 1952 aus einer Zusammenlegung der Amateurligen Rheinhessen, Westpfalz und Vorderpfalz gebildet und existierte bis zur Saison 1977/78 als dritthöchste Liga. Nach Einführung der Oberliga Südwest 1978 als höchste Amateurspielklasse wurde die Spielklasse in „Verbandsliga Südwest“ umbenannt und war ab diesem Zeitpunkt nur noch viertklassig.

## Abschlusstabelle
Die Meisterschaft gewann Vorjahres-Absteiger Ludwigshafener SC, der auch die Aufstiegsrunde zur II. Division Südwest gewann und somit wieder in die II. Division aufstieg. Die Amateure des 1. FSV Mainz 05 mussten nach nur einem Jahr wieder in die 2. Amateurliga zurück. Für die nachfolgende Saison 1958/59 kamen aus den 2. Amateurligen als Aufsteiger die SpVgg 08 Oberstein und Phönix Bellheim.
| Pl. | Verein                         | Sp. | Tore  | Punkte |
| --- | ------------------------------ | --- | ----- | ------ |
| 01. | Ludwigshafener SC (A)          | 30  | 94:29 | 47:13  |
| 02. | FSV Schifferstadt              | 30  | 66:34 | 47:13  |
| 03. | 1. FC Kaiserslautern Amat. (N) | 30  | 70:42 | 38:22  |
| 04. | Hassia Bingen                  | 30  | 96:53 | 36:24  |
| 05. | VfL Neustadt                   | 30  | 52:58 | 31:29  |
| 06. | 1. FC Sobernheim               | 30  | 76:60 | 30:30  |
| 07. | SC West Kaiserslautern         | 30  | 64:70 | 30:30  |
| 08. | SV Mundenheim                  | 30  | 64:69 | 29:31  |
| 09. | VfR Baumholder                 | 30  | 64:75 | 27:33  |
| 10. | SG 05 Pirmasens                | 30  | 49:63 | 26:34  |
| 11. | VfR Friesenheim                | 30  | 50:78 | 26:34  |
| 12. | SV Gonsenheim                  | 30  | 45:77 | 24:36  |
| 13. | Alemannia Worms                | 30  | 39:77 | 24:36  |
| 14. | SV Rammelsbach                 | 30  | 67:70 | 22:38  |
| 15. | VfL Iggelheim                  | 30  | 61:76 | 22:38  |
| 16. | FSV Mainz 05 Amat. (N)         | 30  | 61:90 | 21:39  |

| (A) | Absteiger aus der II. Division Südwest 1956/57 |
| (N) | Aufsteiger aus den 2. Amateurligen 1956/57     |